# François-Xavier Cloutier (1852-1939)
 (juin 2023).
Pour les articles homonymes, voir François-Xavier Cloutier et Cloutier.
François-Xavier Cloutier  (né le 4 octobre 1852 à St-Simon de Rimouski et mort le 20 avril 1939 à Albany, N.Y.) est un homme d'Église catholique québécois. Ses parents sont Hilaire Cloutier et Angèle Bernier.  Il étudie au Séminaire de Rimouski (1870-1872) et ensuite au Séminaire de Trois-Rivières. Il fut ordonné dans sa paroisse natale,  le 7 septembre 1882 par Mgr Jean Langevin. Il commença son sacerdoce en tant que secrétaire à l'évêché de Rimouski le 4 octobre 1883. L'évêque de Rimouski, Jean Langevin, l'envoya en tant que curé à la paroisse de Saint-Damase dans La Matapédia au Bas-Saint-Laurent le 14 avril 1885 étant donné que c'était le curé de la paroisse de Baie-des-Sables qui la desservait jusque-là à la suite du départ de l'ancien curé de Saint-Damase. En 1886, il a organisé un pèlerinage avec ses paroissiens au sanctuaire de Sainte-Anne-de-la-Pointe-au-Père. En 1888, il fut transféré pour des raisons de santé à la cure de la paroisse de Notre-Dame-du-Sacré-Cœur de Rimouski où les conditions de vie étaient plus clémentes qu'à Saint-Damase (du 24 janvier 1888 au 16 octobre 1889). En 1889, il fut transféré aux États-Unis pour devenir aumônier de la congrégation des Dames du Sacré-Cœur d'Albany dans l'État de New York afin de pouvoir vivre dans des conditions plus clémentes. Il meurt le 20 avril 1939 à Albany,.